# Mazda5
A MAZDA5 (illetve ahogy a hazai piacán, Japánban ma is hívják, a Mazda Premacy) egy kompakt MPV, azaz magyarul egyterű, amit a Mazda 2005 óta gyárt. A Primacy első generációját Japánban gyártották és onnan exportálták az európai és ázsiai piacra. Ugyanezt az autót a Ford néhány ázsiai piacán, beleértve Japánt is, Ford I-MAX néven forgalmazta. Az autó neve csak a Japán piacon maradt Premacy, minden más piacon MAZDA5 néven került forgalomba. 2005. március 31-éig világszerte 285258 db Premacy-t és MAZDA5-öt értékesítettek.
A Premacy kettő vagy három üléssorral rendelkezett és 5 vagy 7 utast tudott szállítani, míg a Mazda5 a kinyitható harmadik üléssorral 7 személyessé tehető, valamint 6 személyessé a jármű amerikai verziója, (ott nincsen a 2. sorban középső ülés). Mindkét generáció esetében igazi kisbuszokról beszélhetünk, majdnem teljesen sima padlólemezzel, kivehető vagy lehajtható második üléssorral, ahol a hátsó lehajtott ülések hátulja is sima rakodófelületté alakítható.

## Elődmodell (1999–2005)
1999-ben dobták piacra a Mazda Premacy-t. Ez volt az egyik legolcsóbb 7 üléses autó a piacon. Az autó a Mazda CP alvázára alapult, és elérhető volt mind elsőkerékhajtással, mind pedig négykerékhajtással, valamint 4 sebességes automata váltóval volt felszerelve. Tekintve, hogy a Premacy egy szedán alvázán alapult, ezért kevésbé volt moduláris, mint néhány konkurenséjé, például az Opel Zafiráé vagy a Toyota Ipsumé, és ugyanezen okból relatív könnyen vezethető volt. A második és harmadik üléssor lehajtható és kivehető volt hasonlóan sok más egyterűhöz.
A Premacynak ezt a generációját néhány ázsiai piacon Ford Ixion néven és Ford MAV néven is forgalmazták.
Ugyanezt az autót még mindig gyártja a kínai FAW Haima Automobile Co., Ltd. Haima Freema néven.

### Technikai adatok
Motorválasztéka a következő volt:
- 1.8 L FP-DE soros, 4-hengeres, 135 LE, 170 Nm
- 2.0 L FS-DE/FS-ZE soros, 4-hengeres, 135 LE, 180 Nm
- 2.0 L soros, 4-hengeres dízel

### Törésteszt
A Mazda Premacy az Euro NCAP 2001-ben elvégzett töréstesztjén 3 csillagos minősítést ért el a maximális 5 csillagból. Gyalogosvédelem szempontjából a 2002 előtt érvényes besorolás szerint 3 csillagot ért el a maximális 4-ből, ami nagyon jó eredménynek számított, hiszen a Premacy volt a Daihatsu Sirion után a második autó, ami elérte a 3 csillagot ezen a teszten.

## Első generáció (2005–2010)
A Mazda5 2005 nyarától kezdve volt megvásárolható. Az autó a Ford C1-es alvázán alapul, ami azt is jelenti, hogy sok közös alkatrésze van az akkori Mazda3-mal. Legközelebbi rokona a Ford C-MAX. A MAZDA5-nek hátul mindkét oldalon minibusz stílusú tolóajtói vannak, míg a Ford C-MAX-nak négy hagyományos módon nyitható, (viszont a Ford Grand C-MAX-nak, ami a típus hosszabb változata szintén tolóajtói vannak). A Mazda 5-nek ez a verziója az Amerikai Egyesült Államokban is forgalomba került, de ott csak 6 üléssel. Érdekesség, hogy Taiwanban árulták Ford I-MAX néven is.

### Belső tér (Mazda karakuri[2])
Belső terének variálhatósága a mai napig megállja a helyét. A japán mérnökök az úgynevezett "karakuri" rendszert tervezték az autóba, mely kimagasló variálhatóságot tesz lehetővé a 7 személyes autóban. Az ülések elrendezése 2-3-2, melyekből a középső sori középen lévő ülés keskenyebb mint a többi.
A leghátsó sor ülései alacsonyabb emberek számára biztosítanak megfelelő helyet, viszont a középső sor ülései külön is csúsztathatók, így megfelelő lábtér alakítható ki a 3 sorban is. A 3. sorba való beszállásnál a 2 sor ülései egyszerűen előre hajthatóak, ahogyan egy  3 ajtós autóban is. A leghátsó sorban ülőknek is jár biztonsági öv és pohártartó.
A 2, és 3 sor ülései lehajthatók akár egyesével is, teljesen síkba dönthetőek, valamint a 2 sor középső keskeny ülését el lehet rejteni, (behajtható a mellette lévő ülőlap alá), így egy "folyosó" alakítható ki a 2 sor ülései között. Ezen kívül a 2. sor ülései közé, igény szerint az egyik üléséből kihajtható egy tárolórekesz a két ülés közé, valamit a 2. sor középső háttámlája lehajtható könyöklőnek.
7 személyesre alakítva a csomagtér 112 liter, de a két hátsó ülést lehajtva 5 személlyel igen nagy rakodóteret kapunk, nem beszélve a 2. sor üléseinek lehajtásával.

### Törésteszt
A Mazda5 két első légzsákkal, oldallégzsákokkal, és a harmadik üléssorban ülőket is védő, az ablakok mentén végigfutó függönylégzsákokkal védi az utasait. A Mazda 5 az Euro NCAP 2005-ben elvégzett töréstesztjén elérte a maximális 5 csillagos minősítést a felnőtt utasokkal végzett teszt esetében. A gyermekek esetében 3 csillagot ért el a maximális 5-ből, aminek részben az az oka, hogy az utasoldali légzsák kikapcsolását lehetővé tevő kapcsoló nem tartozott bele a standard felszereltségbe, mivel az automatikus. Gyalogosvédelem tekintetében az autó 2 csillagot ért a lehetséges 4-ből.

### Felszereltségi szintek (2005-2010)
Különböző piacokon eltérőek lehetnek az adott felszereltséghez tartozó extrák.A kisebb motorokhoz 15"-os gyári kerekek, a 2.0 benzines és az erősebb (105kW) 2.0 diesel motorokhoz 16"-os gyári kerekek és nagyobb féknyergek jártak. A 2.0 diesel Mazda5 szériatartozékként kapott kiegészítő fűtést, amit egy Eberspacher által gyártott és 5kW fűtési teljesítmény leadására képes diesellel működő kályha. A magasabb felszereltségű modellekhez már elektromosan nyitható-csukható tolóajtók is jártak.
- CE
- TE
- TX
- GTA
- CD-CE
- CD-TE
- CD-TX
- CD-TX Plus
- CD-TX SD
- CDH-GT
- CDH-GT DVD
- CDH-GT GTA

### Méretek
Az autó tengelytávja 2750 mm, hossza 4610 mm [ JDM: C model/F model – 4505 mm / S model – 4565 mm ].

### Motorválaszték (2005-2010)
- 1.8 L MZR soros, 4-hengeres, benzines 85 kW (114 LE, 165Nm) (EURO4)
- 2.0 L MZR soros, 4-hengeres, benzines 110 kW (148 LE)
- 2.3 L MZR soros, 4-hengeres, benzines 117 vagy 119 kW (157-159 LE) elsősorban amerikai piacra
- 2.0 L MZR-CD (RF7J) soros, 4-hengeres dízel, 89 vagy 105 kW (121LE320Nm-143LE/360Nm) DPF-es (EURO5)

### Modellfrissítések
Három év után a második generációs Mazda 5 átesett az első modellfrissítésen. Az új, 2008-as modellt 2007. december 7-én mutatták be a Bologna Motor Show-n. Forgalmazását először Japánban kezdték meg, és az év második negyedévétől volt elérhető Európában is.

## Második generáció (2010–2018)
Egy nagyobb modellfrissítésen esett át a Mazda5, kapott új első lökhárítókat, és megváltozott az autó hátsó lámpája, a belső térbe egy modernebb műszerfal került. 2010-utáni modellek mindegyike már 6 sebességes váltóval került a piacra. Megszűnt a 2,0 literes dízelmotor, helyette a PSA-tól beszerzett 1.6 literes erőforrás érkezett.

### Felszereltségi szintek
- TE
- TX
- CD-TE
- CD-TX
- TX-Plus
- Takumi II
- Takumi II Navi
- CD-Takumi II
- CD-Takumi II Navi

### Méretek
Az autó tengelytávja 2750 mm, hossza 4610 mm [ JDM: C model/F model – 4505 mm / S model – 4565 mm ].

### Motorválaszték (2010-2018)
- 1.8 L MZR L8-DE I4 soros, 4-hengeres, benzines, 85 kW (114 LE)
- 2.0 L MZR LF-VD I4 soros, 4-hengeres, benzines 110 kW (148 LE)
- 2.0 L MZR LF-VDS I4 soros, 4-hengeres, benzines ?? kW (?? LE)
- 2.0 L MZR LF-VE I4 (AWD) soros, 4-hengeres, benzines 110 kW (148 LE)
- 2.0 L SKYACTIV-G (PE-VPS) I4 soros, 4-hengeres, benzines  ?? kW (?? LE)
- 2.5 L MZR L5-VE I4 benzines
- 1.6 L soros, 4-hengeres, dízel 85 kW (116 LE/270Nm) PSA-tól származó dízel DPF-es (EURO5)

## Külső hivatkozások
- Teszt: Mazda Premacy 2.0 DITD TE a Totalcaron
- Teszt: Mazda Premacy 2.0 DITD GT a Totalcaron
- Mazda 5 – 2005 a Totalcaron
- Törésteszt: Mazda 5 (2005) a Totalcaron
- Teszt: Mazda 5 CD 143 GT – 2006 a Totalcaron
- Próba: Mazda 5 Facelift – 2008 a Totalcaron
- www.mazda.hu
- Euro-NCAP
- https://www.youtube.com/watch?v=_atksyPuDjU